# Stefan Żołądź
Stefan Żołądź (ur. 21 listopada 1919 w Krakowie, zm. 21 września 1986 tamże) – polski lekkoatleta, specjalizujący się w biegach sprinterskich.

## Osiągnięcia
- Mistrzostwa Polski seniorów w lekkoatletyce (3 medale)[1]
  - Łódź 1945
    - srebrny medal w biegu na 400 m
    - srebrny medal w sztafecie 4 × 400 metrów

  - Kraków 1946
    - brązowy medal w sztafecie 4 × 400 metrów